# Little Fears
Little Fears est un jeu de rôle d'horreur américain publié en 2001, traduit et édité en France par Le Septième Cercle en 2003. Il a été écrit par Jason L Blair et illustré par Drew Baker, Dimitrios "Jim" Denaxas, Veronica V. Jones, hive, Nick Wilson, Kieran Yanner, Bradley K. McDevitt, et Julie Hoverson. L'édition française est illustré par Stéphane et Olivier Peru.

## Thème
Le Jeu de rôles sur les Terreurs de l'enfance.
Little Fears est un jeu de rôle où le joueur incarne un enfant. Il vit normalement, sauf... la nuit,  seul dans sa chambre, il arrive que le placard révèle sa vrai nature...

## Originalité
Dans ce jeu, les joueurs sont confrontés au Monde du placard, d'où ils savent que des monstres les guettent. Ils devront agir contre ces monstres, avec leur moyens d'enfant. 

## Récompenses
- Little Fears a été nommé pour le prix Origins Award de "jeu de rôle de l'année 2002".
- le livre a été nommé et a gagné le prix RPGnet Award du jeu le plus /dérangeant/controversé de 2001 (Most Disturbing/Controversial Game of 2001).